# Нардек
Нардек — сік кавуна, що виварюється до густини меду і саме тому його називають «кавуновим медом». Містить до 20% сахарози і до 60% цукру. Батьківщиною вважається Центральна Азія та південні регіони РФ.

## Приготування

### Підготування м'якішу і соку
Дозрілі солодкі кавуни потрібно промити під стічною холодною водою і просушити. Кожен кавун розрізати навпіл чи на чотири частини, ложкою видалити м'якіш і подрібнити його. Потім перетерти отриману масу через сито і процідити через складену в кілька разів марлю.

### Випаровування і зберігання готового продукту
Спочатку ємність із соком вариться на сильному вогні, потім потрібно видалити піну, що утворилась при закипанні (але не при кипінні!). Ще раз процідити і злити у товстостінну каструлю. Випарюють сік постійно помішуючи і на середньому вогні. Після того як кількість соку зменшиться в 6-7 раз (інколи 9-10) і краплина не буде розтікатися і втрачати свою форму, нардек вважається готовим. Він має вийти темночервоного кольору із приємним ароматом. Зберігати нардек потрібно в прохолодному місці, в скляній чи порцеляновій тарі і щільно закритим.
Для отримання 1 літру нардеку потрібно 16-17 кілограм кавунів солодких сортів. Крім кавунового за такою ж технологією можна варити «мед» із динь, винограду, шовковиці тощо.
Рецепт приготування подав ще А. С. Щербаков (журнал «Наша пища», 1891 р.):
| Нардекъ, его приготовленіе и употребленіе в пищу. Нардекъ – это есть донской десертъ, приготовляемый исключительно на Дону по станицамъ казачками. Приготовленіе нардека происходит осенью, когда поспеютъ арбузы, изъ которыхъ онъ приготовляется следующимъ образомъ: изъ спелыхъ, преимущественно, мелкихъ арбузовъ, выдалбливается ложками мякишь, которая затемъ продавливается черезъ сито. Полученная сладкая красноватая жидкость (сиропъ) сливается въ чугунный котелъ, который кипятится въ горне на открытомъ воздухе до техъ поръ, пока не получится сиропъ, консистенція котораго зависитъ отъ продолжительности кипеченія. Обыкновенная густота нардека подобна консистенціи самыхъ густыхъ сливокъ или меда. Употребляется нардекъ, главнымъ образомъ, какъ десертъ и какъ пищевое вещество за завтракомъ, въ полдень, при чемъ его едятъ съ хлебомъ и особенно его любятъ есть донскія казачки съ пышками. Употребленіе нардека безъ привычки или въ большомъ количестве вызываетъ у некоторыхъ лицъ симптомы остраго гастрита, выражающіеся въ жженіи подъ ложечкой, тошноте, а иногда и рвоте. Привычные же къ нему донскіе казаки и казачки едятъ нардекъ въ большомъ количестве безъ всякаго вреда для своего здоровья. |